# Carl Bertelsen
Carl Andreas Clausen Bertelsen (15 de novembro de 1937 — 11 de junho de 2019) foi um futebolista dinamarquês que atuava como atacante.

## Carreira
Carl Bertelsen fez parte do elenco da Seleção Dinamarquesa de Futebol que disputou a Eurocopa de 1964.

## Ligações Externas
- Perfil em FIFA.com (em inglês)